# كاكودايمون
كاكودايمون أو الروح الشريرة أو الشخص الخبيث (بالإنجليزية: Cacodemon)‏ روح الشر عند الإغريق، على العكس من أغاثوديمون (روح الخير) ويطلق الفلكيون هذا الاسم على أبواب السماء السبعة التي يخرج منها الشر.